# Saint-Cloud Paris Stade Français 2020-2021
Questa voce raccoglie le informazioni riguardanti il Saint-Cloud Paris Stade Français nelle competizioni ufficiali della stagione 2020-2021.

## Organigramma societario
Area direttiva
- Presidente: Claude Orphelin

Area tecnica
- Allenatore: Nikola Borčić
- Allenatore in seconda: Fabien Lagarde, Lara Borčić

## Rosa
| N° | Nome                    | Ruolo | Data di nascita   | Nazionalità sportiva |
| -- | ----------------------- | ----- | ----------------- | -------------------- |
| 1  | Graciella Moukila       | L     | 26 giugno 2001    | Francia              |
| 2  | María José Corral       | P     | 1º gennaio 1991   | Spagna               |
| 3  | Milena Burzanović       | S     | 10 settembre 2000 | Montenegro           |
| 4  | Kyla Richey             | S     | 20 giugno 1989    | Canada               |
| 5  | Auriane Biemel          | L     | 5 ottobre 1999    | Francia              |
| 6  | Monika Šalkuté          | S     | 5 settembre 1993  | Lituania             |
| 7  | Nicole Szyba            | C     | 3 settembre 1998  | Francia              |
| 8  | Adriana Darthuy         | S     | 8 marzo 1996      | Francia              |
| 9  | Nina Stojiljković       | P     | 1º settembre 1996 | Francia              |
| 10 | Elena Hourdin-Solovieff | S     | 3 maggio 2003     | Francia              |
| 11 | Paula Boonstra          | O     | 23 giugno 1998    | Paesi Bassi          |
| 12 | Berkeley Oblad          | C     | 27 giugno 1997    | Stati Uniti          |
| 13 | Odette Ndoye            | S     | 25 agosto 1992    | Francia              |
| 14 | Lucile N'Diaye          | S     | 24 giugno 2003    | Francia              |
| 15 | Naomi Ngolongolo        | C     | 26 dicembre 2002  | Francia              |
| 16 | Noémie Secretant        | S     | 5 marzo 2003      | Francia              |
| 19 | Nathalie Lemmens        | C     | 12 marzo 1995     | Belgio               |